# Fermenta
Fermenta AB var ett bioteknikföretag som startades 1975 av Astra och Kabi i form av en samägd penicillinfabrik i Strängnäs. 

## Börsnotering och expansion
Refaat El-Sayed köpte bolaget av Astra 1981. De tidigare ägarna betraktade inte produktion av baspenicillin som ett strategiskt område. I juli 1984 skedde en emission av aktier till allmänheten till kursen 85 kronor per aktie. 13 november skedde en ny notering på Stockholmsbörsens inofficiella lista. Fermenta och Refaat El-Sayed fick omfattande medial uppmärksamhet, som börjat redan innan aktier såldes till allmänheten 1984, och börskursen ökade snabbt beroende på förhoppningar kring bioteknik. Under 1985 genomförde Fermenta en nyemission till kursen 336 kronor.
1985 ville El-Sayed köpa börsnoterade Wilh. Sonesson AB för att komma åt läkemedelsbolaget Leo som Sonesson köpt 1983. En av ägarna i Wilh. Sonesson AB var Volvo. 8 januari 1986 meddelade El-Sayed och Volvos koncernchef Pehr G. Gyllenhammar en stor affär som skulle involvera flera svenska bioteknikföretag. Bland annat skulle Volvo köpa en andel om 20 procent i Fermenta samtidigt som Fermenta skulle ta över bland annat Leo och Ferrosan från Wilh. Sonesson och Volvo skulle köpa Cardo AB.
Som mest under 1986 var Fermentas börsvärde 11 miljarder kronor och El-Sayeds förmögenhet 5 miljarder kronor, vilket gjorde honom till Sveriges rikaste person.

## Fermentaaffären
El-Sayed hade utsetts till årets svensk 1985. Efter att Björn Gillberg år 1986 avslöjat att Refaat El-Sayed falskeligen påstått sig vara doktor i biokemi samt äga en doktorshatt dök företagets aktievärde. På grund av detta, samt brister i företagets redovisning, blev de planerade affärerna med Volvo inte av och Sayed tvingades avgå under uppmärksammade former. Rykten om manipulerade resultat visade sig vara sanna och resulterade i åtal och fällande dom.
Refaat El-Sayed själv tillbakavisar idag påståendena att Fermenta skulle ha varit ett luftslott, och hänvisar till företagets omfattande tillgångar vid konkursen. 

## Fermenta efter Refaat El-Sayed
Fermenta ackumulerade stora skattemässiga underskott. Detta, i kombination med att bolaget fortfarande var noterat på Stockholmsbörsens O-lista (vilket underlättade nyemissioner), gjorde bolaget attraktivt för mer eller mindre seriösa investerare. Fermenta genomgick därefter ett stort antal ägarbyten samt ändrade namn och verksamhet. 
Aktiemajoriteten förvärvades 1994 av Lars-Erik Magnusson som via ett omvänt förvärv lät Fermenta förvärva hans bolag Larmag som ämnade bedriva utvinning av olja i Kaukasus varvid Fermenta bytte namn till Larmag International. Magnussons inhopp varade inte länge. I efterhand undersöktes transaktionerna med förvärvet av Larmag av åklagare för att se om Magnusson otillbörligt förvärvat tillgångar av sig själv till överpris. 
År 1995 övertogs majoriteten av en ny ägargrupp som ämnade återuppta läkemedelsverksamheten och bolaget återtog namnet Fermenta.
År 1997 tog affärsmannen Rolf L. Nordström kontroll över Fermenta och ändrade verksamhet till inriktning mot fastigheter. Namnet ändrades till Columna Fastigheter AB. Dåvarande Fermenta hade sedan 1996 varit huvudägare i Realia och 1998 förvärvade nuvarande Columna Fastigheter även aktiemajoriteten i det noterade fastighetsbolaget Realia, som blev ett dotterbolag.
År 2000, under den så kallade IT-bubblan, sålde Nordström till ägarna av IT-Konsultbolaget Drax Holding. De nya ägarna lät Columna lägga ett bud på Drax och ämnade ändra verksamheten med inriktning mot IT och avyttra fastighetsportföljen. Affären fick dock mycket negativ publicitet och affären fick avbrytas. Än en gång väcktes åklagarmyndighetens intresse och en utredning mot Nordström och männen runt Drax drogs igång. 
År 2002 bytte moderbolaget Columna Fastigheter namn till mer etablerade Realia AB. Aktiemajoriteten övertogs av två småländska familjer via bolaget Welkins Intressenter. 
År 2005 fusionerades Realia med moderbolaget Welkins Intressenter varvid aktierna avnoterades. Den gamla juridiska personen som en gång hette Fermenta upplöstes i samband med fusionen med Welkins. Fastighetsbeståndet överläts senare till Kungsleden AB.